# Pogoniopsis
Pogoniopsis,  es un género   de orquídeas de hábitos terrestres. Es originario de Brasil.

## Descripción
Las especies de este género se distinguen fácilmente porque tienen clorofila, son saprófitas, con raíces fasciculadas, sin hojas, que se presentan modificadas en brácteas fibrosas que cubren por completo el tallo carnoso y quebradizo.
Las plantas son de color amarillo pálido y sus flores pequeñas, miden entre dos y tres centímetros, con grandes brácteas de color amarillo, que pueden ser de color amarillo pálido, naranja o marrón, con labelo más o menos saliente,  trilobulado, con rayas de color naranja y lóbulos laterales pilosos y erectos; la columna es corta con alas dentadas en ambos lados de la antera es de color amarillo.

## Distribución y hábitat
Tiene solo dos especies de hábitos terrestres, originarias de Brasil, donde viven en la materia orgánica  en descomposición en los oscuros bosques de los estados del sureste en Santa Catarina.

## Evolución, filogenia y taxonomía
Fue propuesto por Heinrich Gustav Reichenbach y publicado en Otia Botanica Hamburgensia, 82 en 1881, la especie tipo es Pogoniopsis nidus-avis Rchb.f.

### Etimología
El nombre del género es una indicación de la similitud de sus flores a la de género Pogonia.

### Especies
1. Pogoniopsis nidus-avis Rchb.f., Otia Bot. Hamburg.: 82 (1881).
2. Pogoniopsis schenkii Cogn., Fl. Bras. 3(4): 136 (1893).